# Sensor
Um sensor é um dispositivo que responde a um estímulo físico ou químico de maneira específica, produzindo um sinal que pode ser transformado em outra grandeza física para fins de medição e/ou monitoramento. Desta forma, o sensor associado a um módulo de transformação do estímulo em uma grandeza pode ser definido como transdutor ou medidor, que converte um tipo de energia em outro, para fins de medição.

## Aplicações
Os sensores são largamente usados na medicina, indústria, agricultura e robótica como meio de prover informações de processos físicos/químicos/biológicos em substituição à capacidade humana (sentidos humanos) e em apoio ao monitoramento e ao controle desses processos.[carece de fontes?]

## Sensoresversustransdutores
É importante diferenciar um sensor de um transdutor, apesar de parecer a mesma coisa. Sensor é o dispositivo que vai receber o estímulo geralmente físico, químico ou biológico, e transdutor vai transformar este estímulo, relacionado a uma energia, em outro tipo de energia para fins de observação. Por exemplo, um termômetro tem como sensor o mercúrio, que se expande com o aumento da temperatura, sendo o tubo capilar que contém o mercúrio com uma escala ao lado sendo o transdutor. Assim, um sensor pode ter intrínseco a ele um transdutor, ou seja, ele se sensibiliza com uma grandeza física/química/biológica e reage com uma saída que pode ser em outra grandeza. Assim, o termômetro pode ser um sensor de temperatura, entre muitos outros. Mas um transdutor não necessariamente é um sensor, pois ele apenas converte um sinal em outro, uma energia em outra. A literatura está repleta de tentativas de definir os termos "sensor" e "transdutor", sendo alvo de trabalhos em várias instituições internacionais relacionadas a desenvolvimento de padrões.

## Classificação de sensores associados a seus transdutores
Como o sinal é uma forma de energia, os sensores podem ser classificados de acordo com o tipo de energia que detectam.
- sensores ópticos: células solares, fotodiodos, fototransistores, tubos foto-elétricos, CCDs, radiômetro de Nichols, sensor de imagem
- sensores de som: microfones, hidrofone, sensores sísmicos.
- sensores de temperatura: termômetros, termopares, resistores sensíveis a temperatura (termístores), termômetros bimetálicos e termostatos
- sensores de calor: bolômetro, calorímetro
- sensores de radiação: contador Geiger, dosímetro
- sensores de partículas subatômicas: cintilômetro, câmara de nuvens, câmara de bolhas
- sensores de resistência elétrica: ohmímetro
- sensores de corrente elétrica: galvanômetro, amperímetro
- sensores de tensão elétrica: electrômetro, voltímetro
- sensores de potência elétrica: wattímetro
- sensores magnéticos: compasso magnético, compasso de fluxo de porta, magnetômetro, dispositivo de efeito Hall
- sensores de pressão: barômetro, barógrafo, pressure gauge, indicados da velocidade do ar, variômetro, por Ressonância
- sensores de fluxo de gás e líquido: sensor de fluxo, anemômetro, medidor de fluxo, gasômetro, aquômetro, sensor de fluxo de massa
- sensores de nível de líquido e sólido: sensor de nível, medidor de líquido, sensor de nível de grão
- sensores químicos: eletrodo ion-selectivo, eletrodo de vidro para medição de pH, eletrôdo redox, sonda lambda
- sensores de movimento: arma radar, velocímetro, tacômetro, hodômetro, coordenador de giro
- sensores de orientação: giroscópio, horizonte artificial, giroscópio de anel de laser
- sensores mecânicos: sensor de posição, selsyn, chave, strain gauge
- sensores de força: strain gauge
- sensores de vibração: acelerômetros
- sensores de proximidade ou presença: Um tipo de sensor de distância, porém menos sofisticado, apenas detecta uma proximidade específica. Uma combinação de uma fotocélula e um LED ou laser. Suas aplicações são nos telefones celulares, detecção de papel nas fotocopiadoras entre outras.
- sensores de distância (sem contato): Uma série de tecnologias podem ser aplicadas para captar as distâncias:
  - Captação auto enviável e livre:
    - varredura por laser - Um raio de laser é enviado ao alvo por um espelho. Um sensor de luz responde quando o raio é refletido de um objeto ao sensor; então a distância é calculada por triangulação;
    - acústicos: usam o retorno do eco de ultrassom que se propagam na velocidade do som. Usada nas câmeras polaroid do meio do século XX e também aplicado na robótica. Sistemas mais antigos como Fathometros (e localizadores de peixes) e outros sistemas Sonar (Sound Navigation And Ranging) em aplicações navais utilizavam em sua maiorias frequências de sons audíveis;[3]
    - foco. Lentes de grande abertura são focalizadas por um sistema motorizado. A distância de um elemento "em foco" pode ser determinada pela posição das lentes;
    - binocular. Duas imagens são obtidas em uma base conhecida e colocadas em coincidência por um sistema de espelhos e prismas. O ajuste é utilizado para determinar a distância. Usado em algumas câmeras (chamadas câmera detectores de distância) e em escala maior em detectores de distância em navios de guerra;
    - tempo-de-voo eletromagnético. Gera um impulso eletromagnético, o envia, depois mede o tempo que o pulso leva para retornar. Comumente conhecido como - RADAR (Radio Detection And Ranging) são agora acompanhados pelo análogo LIDAR (Light Detection And Ranging. Veja o item a seguir), todos sendo ondas eletromagnéticas. Os sensores acústicos são um caso especial em que um transdutor é usado para gerar uma onda a partir da compressão de um fluido médio (ar ou água);
    - tempo-de-voo por luz. Usado em equipamentos de pesquisa modernos, um curto pulso de luz é emitido e retornado por um retroreflector. O tempo de retorno do pulso é proporcional à distância e é relacionado à densidade atmosférica em um modo previsível;
    - Roda ou faixas por código Gray- uma certa quantia de fotodetectores pode sentir uma imagem, criando um número binário. O código Gray é uma imagem modificada que garante que apenas um bit de informação mude a cada passo medido, desse modo evitando ambiguidades.

  - Sistemas inicializados. Estes requerem um começo de uma distância conhecida e acumulam mudanças na medida:
    - laser coerente - a interferência entre uma onda de luz transmitida e refletida é contada e a distância é calculada. Possui uma alta precisão;
    - Roda Quadrature- Uma máscara em formato de disco é movida por um conjunto de engrenagens. Duas fotocélulas detectando a passagem de luz através da máscara podem determinar o giro da máscara e a direção desta rotação.

## Sensores biológicos
Todos os organismos vivos são dotados de sensores, com funções similares àquelas dos dispositivos descritos acima. São células especializadas, sensíveis a estímulos específicos, tais como:
- luz, movimento, temperatura, campos magnéticos, gravidade, umidade, vibração, pressão, campos elétricos, som, e outros aspectos físicos do ambiente;
- aspectos físicos do ambiente interno, tais como alongamento, movimento do organismo, e a posição dos membros (propriocepção);
- moléculas ambientais, incluindo toxinas, nutrientes, e feromônios;
- muitos aspectos do metabolismo, tais como os níveis de glicose, oxigênio, ou osmolalidade;
- moléculas de sinal internas, tais como os hormônios, neurotransmissores, e citocinas;
- diferenças entre proteínas do próprio organismo e do ambiente ou criaturas estranhas.

Os sentidos humanos são exemplos de sensores neuroniais especializados.
As vibrissas dos animais também funcionam como sensores táteis.